# 坪井 (熊本市)
坪井（つぼい）は熊本県熊本市中央区の町名。坪井一丁目から坪井六丁目までが設置されている。2011年5月1日現在の人口は6,116人郵便番号860-0863。

## 地理
熊本市北東部、坪井川東岸に位置する。旧黒髪村の一部。北で黒髪町大字坪井、北東で室園町、東で黒髪、南東で妙体寺町・北千反畑町・南千反畑町、南で南坪井町、南西で上林町・千葉城町、西で内坪井町・壺川、北西で津浦町、打越町と接する。

## 歴史
- 2025年（令和7年）8月11日 - 集中豪雨により町内が冠水[2]。

## 施設
- 熊本市立必由館高等学校
- 熊本市立竜南中学校
- 第一幼稚園
- 中央自動車学校
- 坪井中央公園
- 熊本坪井五丁目郵便局
- 熊本中央警察署坪井交番
- 峰雲院 - 曹洞宗の寺院。
- 本光寺
- 見性禅寺
- 宗心寺
- 養徳寺
- 浄行寺 - 浄土真宗本願寺派の寺院。
- 報恩寺
- 正福寺
- 長延寺
- 眞浄寺
- 往生寺
- 安養院
- 順因寺
- 明専寺
- 天満宮
- 立田口大神宮
- 坪井川水系泥川排水機場
- 寺原保育園

## 交通

### 鉄道
- 熊本電鉄菊池線 - 坪井川公園駅
- 熊本電鉄藤崎線 - 黒髪町駅・藤崎宮前駅

### バス
- 電鉄バス
- 産交バス
- 都市バス

### 道路
- 国道3号
- 熊本県道31号熊本田原坂線